# Prodidomus bendee
Prodidomus bendee är en spindelart som beskrevs av Norman I. Platnick och Baehr 2006. Prodidomus bendee ingår i släktet Prodidomus och familjen Prodidomidae.
Artens utbredningsområde är Queensland. Inga underarter finns listade i Catalogue of Life.